# Lion de Belfort (Montréal)
Le Lion de Belfort est un monument au square Dorchester au centre-ville de Montréal.

## Description
Le Lion de Belfort représente le lion emblématique britannique couché, orienté à l'est vers la France et le Royaume-Uni. Il est l'œuvre de George William Hill. Comme indiqué sur la base du monument, Hill a été inspiré par le Lion de Belfort, une statue monumentale de Frédéric Bartholdi à Belfort, en France, reproduit à une échelle d'environ un dixième. La base en granit de la statue a été conçue par l'architecte montréalais d'origine écossaise Robert Findlay. Inauguré le 24 mai 1897, Le Lion est placé du côté est, le long de la rue Metcalfe. Il faisait initialement partie d' une fontaine prévue pour le jubilé de diamant de la reine Victoria par la Sun Life, compagnie d' assurance-vie avant l'aménagement de l'édifice Sun Life.
Des écussons gravés sur le piédestal évoquent différents événements, des inventions et des individus ayant marqué le règne de la reine Victoria : la première exposition universelle, le téléphone, la lumière électrique, Dickens, Darwin, etc. Une fontaine d'eau est installée dans le piédestal. Elle a été reconstituée en 2009 sur le modèle de la fontaine d’origine.
Les dimensions de l'œuvre sont de 5,04 × 2,32 × 4,21 m.